# Domrémy-la-Pucelle
Domrémy-la-Pucelle es una comuna francesa situada en el departamento de los Vosgos, en la región de Gran Este.
Es la localidad donde nació Juana de Arco. Su casa natal fue adquirida por el departamento de los Vosgos en 1818 y cuatro de sus salas están abiertas a los visitantes.

## Demografía
| 210 | 225 | 222 | 199 | 182 | 167 | 85 |
| Para los censos de 1962 a 1999 la población legal corresponde a la población sin duplicidades (Fuente: INSEE [Consultar]) |     |     |     |     |     |    |

## Historia
Tal y como evidencian diversas murallas y tumuli, esta zona ha estado habitada desde la época celta.
En el siglo XV, en la época de Juana de Arco, Domrémy estaba dividido en dos: una parte pertenecía al conde de Champaña, vasallo del Rey de Francia, y la otra pertenecía al Ducado de Bar.
Domrémy, que en esa época conformaba una sola parroquia con Greux, gozó de una exención de impuestos por orden del rey Carlos VII, quien después de su coronación ennobleció a la familia de Juana de Arco. En 1571 Domrémy perdió este privilegio al ser incorporado al ducado independiente de Lorena, enemigo del Reino de Francia y dependiente del Sacro Imperio Romano Germánico. No sería hasta dos siglos más tarde, bajo el reinado de Luis XV, cuando volvería a pertenecer al Reino de Francia. Por el contrario, Greux, la otra parte del territorio, sí pudo beneficiarse de la exención de impuestos hasta 1766, gracias a su pertenencia al Reino de Francia.
En 1578 Domrémy pasa a denominarse Domrémy-la-Pucelle, nombre actual de la comuna, como forma de homenaje a su hija más ilustre, en tanto Juana se refería a sí misma como Jeanne la Pucelle (Juana la doncella).